# Andrés Recalde
Andrés Recalde (Montevideo, 5 de juny de 1904 — ?) fou un boxejador uruguaià de destacada participació en els Jocs Olímpics d'estiu de 1924.
El 1924 va ser eliminat al primer assalt de la categoria dels pesos mosca, després de perdre el combat contra l'italià Gaetano Lanzi.